# Broadview Park
Broadview Park es un lugar designado por el censo ubicado en el condado de Broward en el estado estadounidense de Florida. En el Censo de 2010 tenía una población de 7.125 habitantes y una densidad poblacional de 2.691,76 personas por km².

## Geografía
Broadview Park se encuentra ubicado en las coordenadas 26°5′56″N 80°12′31″O / 26.09889, -80.20861. Según la Oficina del Censo de los Estados Unidos, Broadview Park tiene una superficie total de 2.65 km², de la cual 2.52 km² corresponden a tierra firme y (4.89%) 0.13 km² es agua.

## Demografía
Según el censo de 2010, había 7.125 personas residiendo en Broadview Park. La densidad de población era de 2.691,76 hab./km². De los 7.125 habitantes, Broadview Park estaba compuesto por el 69.67% blancos, el 15.78% eran afroamericanos, el 0.29% eran amerindios, el 1.94% eran asiáticos, el 0% eran isleños del Pacífico, el 8.46% eran de otras razas y el 3.86% pertenecían a dos o más razas. Del total de la población el 59.55% eran hispanos o latinos de cualquier raza.